# Limenitis lorquini

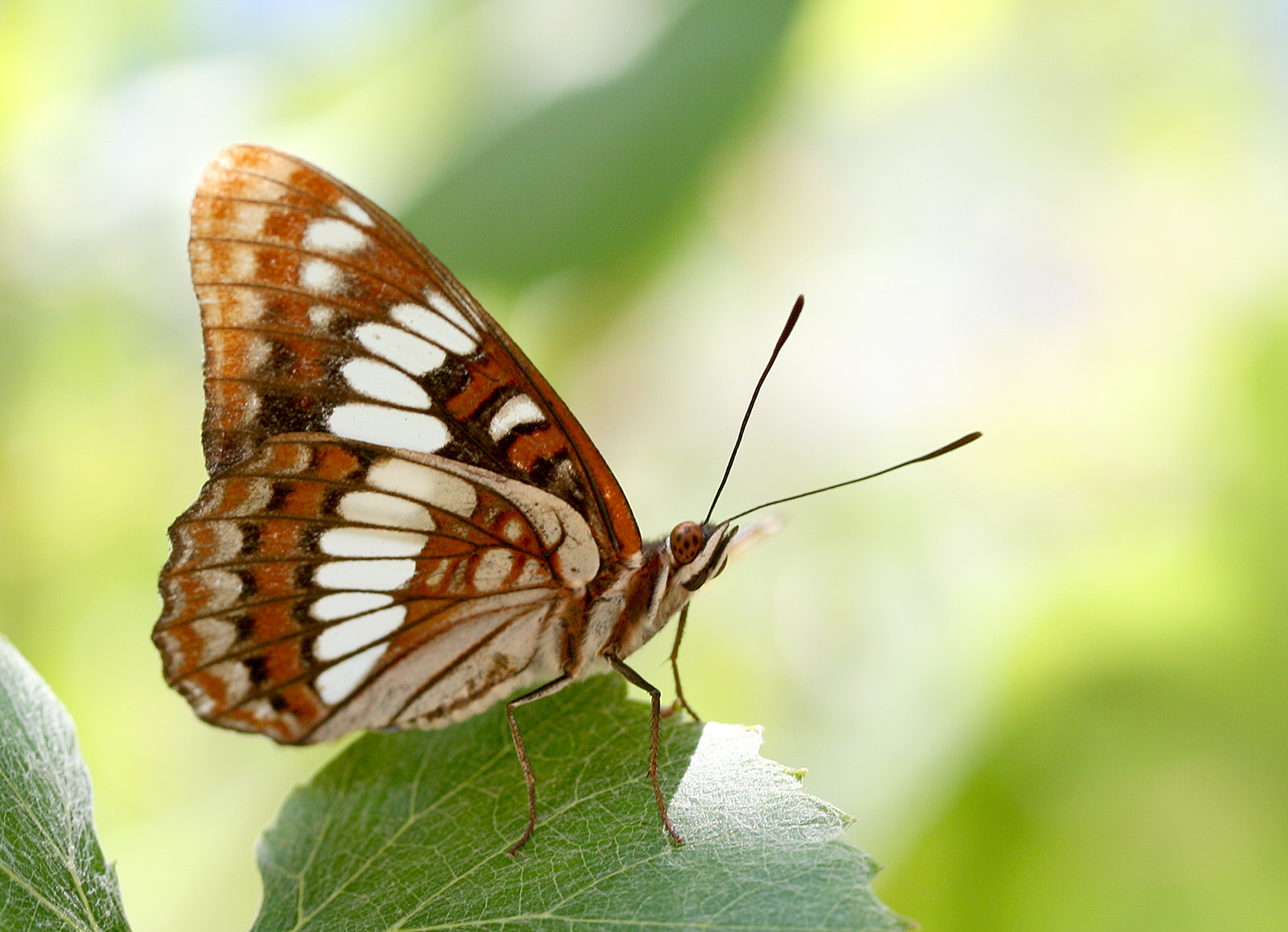
Flügelunterseite von Limenitis lorquini

Limenitis lorquini ist ein Schmetterling (Tagfalter) aus der Familie der Edelfalter (Nymphalidae). Das Art-Epitheton ehrt den französischen Entomologen Pierre Joseph Michel Lorquin.

## Merkmale

### Falter
Die Flügelspannweite der Falter beträgt 51 bis 67 Millimeter. Die Grundfarbe der Oberseite aller Flügel ist schwarz und von einem breiten weißen Querband durchzogen, das nur durch schwarze Adern unterbrochen ist. Ein weißer Diskalfleck ist schwächer ausgebildet. Arttypisch ist ein länglicher orangebrauner Fleck nahe am Apex der Vorderflügel. Die Flügelunterseite zeigt eine rotbraune Grundfarbe mit ähnlichen weißen Zeichnungselementen wie die Oberseite.

### Ei
Die Eier sind blass grün gefärbt, schimmern leicht silbrig und werden einzeln an der Unterseite der Nahrungspflanze abgelegt.

### Raupe
Erwachsene Raupen haben eine abwechselnd bräunliche und weißliche Farbe. Der Kopf ist braun und trägt zwei kleine, dunkle, gezähnte Hörner. In der Mitte des Abdomens befindet sich eine sattelförmige Ausbuchtung. Im Gesamterscheinungsbild stellen sie eine Vogelkot-Mimese dar.

### Puppe
Die sattelförmige Ausbuchtung der Raupe ist bei der Puppe sehr deutlich höckerartig ausgebildet. Die Grundfärbung ist weißgrau. Flügelscheiden und Höcker sind dunkler graubraun.

## Verbreitung und Lebensraum
Limenitis lorquini kommt in den westlichen Bundesstaaten der USA sowie den westlichen Provinzen Kanadas vor und besiedelt hauptsächlich Berg- und Flusstäler, Lichtungen, Waldränder sowie Obstgärten.

## Lebensweise
Die Art bildet in den nördlichen Regionen eine Generation im Jahr, deren Falter von Juni bis August fliegen. In Kalifornien werden mehrere Generationen gebildet, die von April bis Oktober fliegen. Die Falter saugen zur Aufnahme von Nahrung an Blüten, zuweilen auch an Exkrementen. Die Raupen ernähren sich von den Blättern verschiedener Pflanzen, dazu zählen Prunus-, Weiden- (Salix), und Pappelarten (Populus). Die jeweils letzte Generation überwintert halb erwachsen in einem Hibernarium.